# Yvette Lewis
Yvette Lewis (* 16. März 1985 in Newport News) ist eine US-amerikanische Dreispringerin und Hürdenläuferin.
2006 wurde sie NCAA-Hallenmeisterin im Dreisprung. Im Jahr darauf wurde sie in dieser Disziplin NCAA-Meisterin im Freien und US-Vizemeisterin. Bei den Panamerikanischen Spielen 2007 in Rio de Janeiro wurde sie Sechste im Dreisprung und Achte im 100-Meter-Hürdenlauf.
2011 siegte sie bei den Panamerikanischen Spielen in Guadalajara über 100 m Hürden, gewann mit der US-Mannschaft Silber in der 4-mal-100-Meter-Staffel und wurde Siebte im Dreisprung.
Seit 2013 ist Yvette Lewis für Panama startberechtigt. Dieses Land vertrat sie auch bei den Olympischen Spielen 2016.
Yvette Lewis graduierte 2007 an der Hampton University.

## Persönliche Bestleistungen
- 60 m Hürden (Halle): 7,90 s, 3. Februar 2010, Düsseldorf
- 100 m Hürden: 12,76 s, 30. Juli 2011, Budapest
- 100 m: 11,56 s, 13. Juli 2007, New York City
- Dreisprung: 13,84 m, 29. Juni 2008, Eugene
  - Halle: 13,75 m, Fayetteville